# 贾诗礼
贾诗礼牧师（Charles Wesley Price；1847年—1900年），美国公理会传教士。1900年义和团运动中被杀。
贾诗礼来自俄亥俄州欧柏林。1873年与Eva Jane Keasey（1855-1900）结婚。1889年（42岁）毕业于欧柏林神学院。1889年，贾诗礼受美国公理会差遣，前往中国传教，驻山西汾州。
1900年义和团运动中，8月15日，贾诗礼牧师、贾诗礼师母（Eva Jane Price，1855-1900）和他们六岁的女儿（Florence，1893-1900）同时在汾州被杀。